# 逃獄兄弟2
《逃獄兄弟2》（英語：Breakout Brothers 2）是一部以監獄為題材的香港喜劇電影，由麥浩邦執導，譚耀文、張繼聰、吳卓羲、栢天男、張建聲、黃德斌領銜主演。電影原定於2022年1月13日在香港上映，基於政府收緊防疫措施關閉戲院至2022年4月20日，電影公司宣佈押後至2022年4月28日上映。
系列第3集終極篇《逃獄兄弟3》宣佈於6月2日在香港上映。網上平台愛奇藝和Disney+可以觀看。

## 演員
| 演员   | 角色       | 备注                                                                                          |
| 譚耀文 | 林国龙     | 滚筒、滚筒哥 被賀俊以妻子和女兒的人生安全威脅而被迫協助逃獄                                   |
| 張繼聰 | 陈浩正     | 盜竊罪刑滿出獄，出獄後在外備車協助逃獄                                                        |
| 吳卓羲 | 賀俊       | 因「教唆謀殺」案件的證人作證，不願被判重刑而心生逃獄念頭 林国龙，陈浩正，麦建天，黎石泉之天敌 |
| 栢天男 | 麥建天     | 囚犯                                                                                          |
| 張建聲 | 黎石泉     | 刀疤 林国龙，陈浩正，麦建天之天敌，后和好并成为好友 贺俊之死敌                                |
| 黃德斌 | 鄧瀚宗     | 邓狱长 懲教事務總監督 謄雞强、张源、何志威之上司 于结局因贪污被判监十年                       |
| 泰臣   | 謄雞强     | 一級懲教助理 邓瀚宗、张源、何志威之下属                                                       |
| 鄒文正 | 張源       | 總懲教主任 邓瀚宗之下属 胆鸡强、何志威之上司                                                  |
| 駱振偉 | 何志威     | 懲教主任 邓瀚宗、张源之下属 胆鸡强之上司                                                      |
| 黃長興 | 鄒志榮     | 囚犯 麦建天之天敌，后和好                                                                     |
| 伍詠薇 |            | 林国龙之妻                                                                                    |
| 鄧月平 | 雜貨店店員 | 被贺俊挟持，最后被警方获救                                                                    |

## 歌曲
- 歌名: 打爆個地板、跑馬仔
- 作曲、編曲、監製: 戴偉
- 填詞、主唱: Jonnic Lee Thompsett

## 製作
2021年3月，東方影業宣佈將會於同年夏天開拍《逃獄兄弟》續集，並由原班人馬回歸主演。同年12月16日，劇組在網上發佈預告片，並宣佈吳卓羲將會出演本作反派 。

## 奬項
| 年份 | 颁奖典礼               | 奖项     | 入圍者 | 结果 |
| ---- | ---------------------- | -------- | ------ | ---- |
| 2022 | 第十四屆澳門國際電影節 | 最佳編劇 | 黃子桓 | 提名 |

## 外部連結
- 香港影庫上《逃獄兄弟2》的資料（繁體中文）
- 豆瓣电影上《逃獄兄弟2》的資料 （简体中文）
- 互联网电影数据库（IMDb）上《逃獄兄弟2》的资料（英文）
- 逃獄兄弟2的Facebook專頁